# Självdiffusion
Självdiffusion innebär vandring av atomer, molekyler eller joner i en fas (fast, flytande eller gasformig) bestående av just atomer, molekyler eller joner. Självdiffusion innebär således ingen förändring av den kemiska sammansättningen.

## Teknisk definition
Enligt IUPAC-definitionen är självdiffusionskoefficienten detsamma som ämnets diffusionskoefficient när den kemiska potentialgradienten är lika med noll. Den är kopplat till diffusionskoefficienten {\displaystyle D_{i}} genom ekvationen: 
{\displaystyle D_{i}^{*}=D_{i}{\frac {\partial \ln c_{i}}{\partial \ln a_{i}}}.}
där {\displaystyle a_{i}}  är aktiviteten av ämnet {\displaystyle i} i lösningen och {\displaystyle c_{i}} är koncentrationen av {\displaystyle i}. Denna term antas allmänt vara lika med den spårämnesdiffusion som kan bestämmas genom att iaktta förflyttning av en isotop i materialet av intresse.